# (200331) 2000 GR129
(200331) 2000 GR129 es un asteroide perteneciente al cinturón de asteroides descubierto el 5 de abril de 2000 por el equipo del Spacewatch desde el Observatorio Nacional de Kitt Peak, Arizona, Estados Unidos.

## Designación y nombre
Designado provisionalmente como 2000 GR129.

## Características orbitales
2000 GR129 está situado a una distancia media del Sol de 2,998 ua, pudiendo alejarse hasta 3,617 ua y acercarse hasta 2,380 ua. Su excentricidad es 0,206 y la inclinación orbital 23,10 grados. Emplea 1896,90 días en completar una órbita alrededor del Sol.

## Características físicas
La magnitud absoluta de 2000 GR129 es 15,5. Tiene 5,094 km de diámetro y su albedo se estima en 0,043. 